# De Lorean DMC-12
De Lorean DMC-12 е спортен автомобил, първоначално произвеждан в Dunmurry, предградие западно от Белфаст, Северна Ирландия от конструктора Джон Делориън и неговата компания DeLorean Motor Company, специално за американския пазар, в периода 1981 – 1982 г. DeLorean е единственият модел, произвеждан от компанията, която планира първоначално да произведе 30 000 автомобила, но в крайна сметка са произведени само 9000 броя, преди да изпадне в криза поради кризата на автомобилния пазар в САЩ, който в тези години търпи най-големия си спад от 1930 г. насам.
Колата е създадена от известния италиански дизайнер Джорджето Джуджаро. DMC-12 има аеродинамичен профил, разполага с врати, които се отварят като крила (познати и като тип „чайка“), изработена е от полирани панели от неръждаема стомана (небоядисани) и детайли от фибростъкло.
Първият прототип се появява още през 1976 г., но производството му официално започва през 1981 г. (първата DMC-12 излиза от производствената линия на 21 януари същата година) По време на производството няколко от характеристиките на колата търпят променени, като например вида на предния капак, джантите и интериора. Въпреки промените производството е спряно в края на 1982 г.
Модифицирана версия на колата става „икона“ в средата на 1980-те години след появата си като „Машина на времето“ в трилогията „Завръщане в бъдещето“ на режисьора Робърт Земекис, който филм се превръща в тотален хит на киноекраните, донасяйки над 1,5 милиарда долара приходи.
Въпреки че са изминали 40 години от започването на производството, смята се, че днес все още има около 6500 броя DeLorean по света (най-вече в САЩ).

## История
Първият прототип на DeLorean DMC-12 е завършен през октомври 1976 г. от Уилям Т. Колинс, главен инженер и дизайнер (бивш главен инженер на автомобилната компания Pontiac). Първоначално колата е планирано да бъде захранвана с ротационен двигател (наричан още ванкелов двигател) от Citroën (Comotor NSU Wankel), монтиран отзад. Изборът на двигател е преразгледано, когато е спряно производството на двигателите Comotor. В крайна сметка е избран френско-шведският атмосферен V6 агрегат с директно впръскване (разработен от Peugeot – Renault – Volvo). Също така е променено позиционирането на двигателя, като е изместен от задно в средноразположен.
Шасито е било планирано да бъде произвеждано по новата и неизпитана дотогава производствена технология, позната като Elastic Reservoir Moulding (ERM), което щяло да олекоти колата значително, което, освен че ще придаде допълнителна динамика на автомобила, се предполага, че ще намали и производствените разходи. В крайна сметка е установява, че тази нова технология (за която DeLorean закупуват патентните права), е неподходяща.
Тези и други промени в първоначалната концепция на автомобила довеждат до значителен натиск върху производствения график. Освен това се счита, че цялата кола изисква почти пълен реинженеринг, за което се обръщат към светилото в автомобилостроенето в тези години – Колин Чапман, основател и собственик на Lotus Cars. Чапман заменя по-голямата част на недоказаните материали и производствени технологии с такива от Lotus. Оригиналният дизайн на Джорджето Джуджаро е оставен непокътнат, както и отличителните външни панели от неръждаема стомана и криловидните врати.
DeLorean Motor Company фалира на 26 октомври 1982 г., само няколко дни след ареста на основателя си Джон ДеЛориан, по обвинения в търговия с наркотици.
Английският бизнесмен, живеещ в Тексас Стивън Уайн създава отделно дружество през 1995 г. под името „DeLorean Motor Company“ и скоро след това придобива търговската марка, позната със стилизираното „DMC“ лого, както и останалите по опис части на фирмата основател. Компанията се намира в предградията на град Хъмбъл, Тексас, като произвежда резервни части и оригинално оборудване (OEM), възпроизвежда части „по поръчка“, използвайки съществуващите идентификационен номер на превозното средство (VIN) плочки, но технически няма произведени „нови“ DeLorean, само се възстановяват оригинални автомобили.